# Jean Denis François Camus
Pour les articles homonymes, voir Camus et Le Camus.
Jean Denis François Camus, dit « Le Camus » (né le 28 février 1752 à Chartres ; décédé le 26 avril 1814 à Paris) fut évêque nommé du diocèse d'Aix-la-Chapelle après avoir été vicaire général du diocèse de Meaux.

## Biographie
Il fut vicaire général du diocèse de Nancy.
Napoléon Ier le nomma le 22 octobre 1810, après que le siège d'Aix-la-Chapelle fut resté vacant pendant plus d'un an. Cependant, le pape Pie VII lui refusa l'institution nécessaire. Il en résulta un conflit entre l'empereur et le pape, et le chapitre de l'évêché trouva une solution moyenne : Camus fut regardé comme l'administrateur et donc, de fait, reconnu en tant que chef du diocèse. Lui-même se donna le plus souvent le titre d'«évêque nommé d'Aix-la-Chapelle ».
Camus mourut à Paris le 26 avril 1814 et fut inhumé au cimetière du Père-Lachaise (53e division) avant d'être transféré à la cathédrale de Meaux.
Après la mort de Camus en 1814, le siège de l'évêque ne fut plus pourvu, et en 1821 l'évêché d'Aix-la-Chapelle fut supprimé avant sa recréation en 1930.

## Titre
- Baron Camus et de l'Empire (lettres patentes signées à Paris le 16 décembre 1810)[1].

## Décorations
| Chevalier de la Légion d'Honneur |

- Légionnaire (15 août 1810)[2] ;

## Armoiries
Armes du baron Camus et de l'EmpireD'azur semé d'étoiles d'argent sans nombre ; franc-quartier des barons évêques.
- Livrées : les couleurs de l'écu[1].